# Теріофауна
Теріофауна — частина фауни певного регіону, країни або світу в цілому, представлена ссавцями (клас Mammalia). Під теріофауною найчастіше розуміють список видів ссавців.

## Типи тлумачення поняття
Теріофауну можна розглядати у кількох розуміннях:
- як перелік видів (часто у формі списку, впорядкованого за одним з вибраних авторами списку критеріями (наприклад, абетковий, за часом виникнення або появи в даній місцевості виду, за значенням для людини тощо;
- як структуроване угруповання, представлене певними невипадковими комплексами видів, у тому числі гільдіями, зоогеографічними комплексами.